# Gonesse
Gonesse is een gemeente in het Franse departement Val-d'Oise (regio Île-de-France) en telt 24.721 inwoners (1999). De plaats maakt deel uit van het arrondissement Sarcelles.

## Concorde
Het plaatsje werd bekend toen in 2000 113 mensen om het leven kwamen door een ramp met een Concorde.

## Geografie
De oppervlakte van Gonesse bedraagt 20,1 km², de bevolkingsdichtheid is 1229,9 inwoners per km².
De onderstaande kaart toont de ligging van Gonesse met de belangrijkste infrastructuur en aangrenzende gemeenten.

## Demografie
Onderstaande figuur toont het verloop van het inwonertal (bron: INSEE-tellingen).

## Geboren
- Grejohn Kyei (1995), voetballer
- Axel Disasi (1998), voetballer
- Armand Laurienté (1998), voetballer
- Loreintz Rosier (1998), voetballer